# Tragon suturalis
Tragon suturalis är en skalbaggsart som först beskrevs av Francis Polkinghorne Pascoe 1864.  Tragon suturalis ingår i släktet Tragon och familjen långhorningar.
Artens utbredningsområde är Nigeria. Inga underarter finns listade i Catalogue of Life.